# Stubmølle
En stubmølle er en vindmølle af træ på en fod. Hele møllen kan drejes efter vindretningen. Stubben, som har givet denne type vindmølle navn, er et lodret stykke egetømmer, der bæres og støttes af møllefodens skråstivere. Stubmøllerne er bygget til at male korn på kværne.
Som på alle vindmøller overføres vindenergien fra møllevingerne via aksler og tandhjul. De fleste vinger er forsynet med kludesejl, som skal rigges omtrent på samme måde som et sejlskib. Derfor må mølleren eller hans svende ved ændringer i vindstyrken klatre op på vingerne og ændre på svikningen, dvs. måden, hvorpå sejlene tilpasses vindretningen. Fagudtrykket er, at møllen svikkes manuelt.
Etagerne i vindmøller betegnes som lofter. Stubmøllerne havde oprindeligt to lofter: det underste broloftet og kværnloftet. Broen er den tømmerkonstruktion, der bærer kværnene på loftet oven over. Senere blev møllerne bygget i flere etager fx med et særskilt loft til hejseværket, lorrisloftet.
Oprindelig kunne stubmøllerne kun drive en enkelt kværn, men efter ombygning fik nogle af dem flere kværne.
Adgangen til en stubmølle sker via svansen, som er et langt stykke tømmer, der stikker ud fra møllekroppen. Denne hale har to funktioner: Den er trappe, og den bruges, når møllen skal krøjes (drejes). Det er lettest at krøje den fra en vogn, som er fastgjort til møllen. Vognen strammes op mod spilbommen, som er krøjevognens lodret stående pæl.  

## Stubmøller i Danmark
De fleste stubmøller i Danmark blev opført mellem 1200 og 1650. Derefter vandt den hollandske vindmølle frem. De er karakteriseret ved, at kun hatten er bevægelig. Fra ca. 1800 var hollænderen den dominerende.
Stubmøller forekom i Østengland, Normandiet og Flandern allerede i slutningen af 1100-tallet. I 1234 er stubmøllen dokumenteret i Holsten. Den første stubmølle i Danmark nævnes i 1259, da bispen i Roskilde bevidner, at en kannik har skænket en vindmølle i Fløng til Roskilde Domkirke.
I Danmark findes 11 stubmøller i landskabet og fem på museer.

## Museumsmøller
- Rangstrup Mølle, Haderslev Museum
- Tuesbøl Mølle, Den Gamle By
- Frøslev Mølle på Hjerl Hede
- Karlstrup Stubmølle på Frilandsmuseet
- Vesterby Mølle på Frilandsmuseet i Maribo

Møller i landskabet
- Søndersted Mølle[6][7] eller Butterup Mølle[8]
- Tejn Mølle eller Melsted Mølle
- Bechs Mølle eller Svaneke Mølle
- Egeby Mølle
- Torkilstrup Mølle
- Læsø Mølle
  - Læsømøllen en kopi af Læsø Mølle opført på Frilandsmuseet ved Kongens Lyngby[9][10]
- Brundby Stubmølle
- Kappel Mølle
- Pibe Mølle
- Stouby Mølle -der også ses omtalt som Stovby Mølle
- Østofte Mølle
- Kokseby Mølle[11]

- Museumsmølle, Den gamle by i Aarhus
- Museumsmølle på Hjerl Hede
- Museumsmølle i Maribo
- Stubmølle på Frilandsmuseet
- Bechs Mølle i Svaneke
- Egeby Mølle
- Læsø Mølle
- Kappel Mølle
- Pibe Mølle ved Helsinge
- Rangstrup Mølle i Haderslev